# Efecte Wigner
L'efecte Wigner (anomenat així pel seu descobridor, Eugene Wigner), també conegut com a efecte de descomposició o malaltia de Wigner, és el desplaçament d'àtoms en un sòlid causat per radiació de neutrons.
Qualsevol sòlid pot mostrar l'efecte Wigner. L'efecte és important en els moderadors de neutrons, com ara el grafit, amb la finalitat de reduir la velocitat dels  neutrons ràpids, convertint-los en neutrons tèrmics capaços de mantenir una reacció nuclear en cadena que impliqui urani-235.

## Explicació
Per crear l'efecte Wigner, els neutrons que xoquen amb els àtoms d'una estructura cristal·lina han de tenir prou energia per a desplaçar-los de la xarxa. Aquesta quantitat (energia de desplaçament llindar) és d'aproximadament 25  eV. L'energia d'un neutró pot variar àmpliament, però no és estrany tenir energies que superin els 10 MeV (10.000.000 eV) al centre d'un reactor nuclear. Un neutró amb una quantitat significativa d'energia crearà una cascada de desplaçament en una matriu mitjançant la col·lisió elàstica. Per exemple, un cop de neutrons de 1 MeV incidint en grafit crearà 900 desplaçaments; no tots els desplaçaments crearan defectes, perquè alguns dels àtoms colpejats trobaran i ompliran espais vacants que eren petits buits preexistents o espais acabats de formar per altres àtoms colpejats.
Els àtoms que no troben un  vacant descansen en llocs no ideals; és a dir, no al llarg de les línies simètriques de la xarxa. Aquests àtoms es denominen  defecte intersticial, o simplement intersticials. Un àtom intersticial i la seva vacant associada es coneixen com a defecte de Frenkel. Com que aquests àtoms no es troben en una ubicació ideal, tenen una energia associada, de la mateixa manera que una bola a la part superior d'un turó té  energia potencial gravitatòria. Aquesta energia es coneix com a "energia Wigner". Quan s'han acumulat un gran nombre d' intersticials, causen el risc que se n'alliberi tota l'energia de cop, creant un augment ràpid i molt gran de la temperatura. Els augments de temperatura sobtats i no planificats poden presentar un gran risc per a certs tipus de reactors nuclears amb baixes temperatures de funcionament; un d'aquests va ser la causa indirecta del'accident de Windscale. S'ha registrat acumulació d'energia en grafit irradiat fins a valors de 2,7 kJ/g, però normalment és molt inferior a aquesta.
Malgrat alguns informes, l'acumulació d'energia de Wigner no tenia res a veure amb la causa del desastre de Txernòbil: aquest reactor, com tots els reactors de potència contemporanis, funcionava a una temperatura prou alta per permetre que l'estructura de grafit desplaçada es realineés abans que es pogués acumular gaire energia potencial. L'energia de Wigner pot haver tingut algun paper després de la pujada de neutrons quasi crítica, quan l'accident va entrar en la fase dels incendis de grafit.

## Dissipació de l'energia Wigner
Una acumulació d'energia Wigner es pot alleujar escalfant el material. Aquest procés es coneix com a globulització. En el grafit això passa a 250 °C.

## Parelles íntimes Frenkel
El 2003, es va postular que l'energia de Wigner es podia emmagatzemar mitjançant la formació d'estructures de defectes metaestables en grafit. De fet, el gran alliberament d'energia observat a 200-250 °  C s'ha descrit en termes de parell intersticial-vacant metaestable. L'àtom intersticial queda atrapat a la vora de la vacant, i hi ha una barrera per a què es recombini per tornar a donar grafit pur.